# Championnat de Bolivie de football 1983
Navigation
Saison précédente Saison suivante
La saison 1983 du Championnat de Bolivie de football est la neuvième édition du championnat de première division en Bolivie. Le championnat se dispute en trois phases :
- les quatorze équipes jouent les unes contre les autres deux fois, à domicile et à l'extérieur, au sein d'une poule unique. Les huit premiers se qualifient pour la deuxième phase.
- lors de la deuxième phase, les huit clubs sont répartis en deux groupes, où chaque équipe joue à nouveau deux fois contre leurs adversaires.  Les deux premiers de chaque groupe obtiennent leur billet pour la troisième phase.
- la phase finale est jouée sous forme de coupe, avec demi-finales et finales jouées en matchs aller et retour.

C'est le club de Bolivar La Paz, tenant du titre, qui remporte à nouveau la compétition après avoir battu en finale nationale Oriente Petrolero. C'est le troisième titre de champion de l'histoire du club, après celui remporté en 1978.

## Qualifications continentales
Le champion se qualifie pour la phase de groupes de la Copa Libertadores 1984, tout comme le club classé en tête à l'issue de la première phase.

## Les clubs participants
| - Jorge Wilstermann Cochabamba - Deportivo Municipal La Paz - Aurora Cochabamba - San José Oruro - Oriente Petrolero - Bolivar La Paz - Real Santa Cruz | - Primeiro de Mayo Potosi - Promu de Primera B - Club Chaco Petrolero - Club Deportivo Guabirá - Club Blooming - The Strongest La Paz - Petrolero Cochabamba - Club Independiente Petrolero |

## Compétition

### Classement
Le barème utilisé pour établir le classement est le suivant :
- Victoire : 2 points
- Match nul : 1 point
- Défaite : 0 point

| Rang | Équipe                       | Pts | J  | G  | N | P  | Bp | Bc | Diff |
| ---- | ---------------------------- | --- | -- | -- | - | -- | -- | -- | ---- |
| 1    | Club Blooming                | 42  | 26 | 19 | 4 | 3  | 76 | 21 | +55  |
| 2    | Bolivar La PazT              | 39  | 26 | 15 | 9 | 2  | 57 | 17 | +40  |
| 3    | The Strongest La Paz         | 39  | 26 | 16 | 7 | 3  | 58 | 21 | +37  |
| 4    | Oriente Petrolero            | 32  | 26 | 14 | 4 | 8  | 47 | 26 | +21  |
| 5    | San José Oruro               | 28  | 26 | 11 | 6 | 9  | 37 | 33 | +4   |
| 6    | Club Deportivo Guabirá       | 28  | 26 | 10 | 8 | 8  | 34 | 30 | +4   |
| 7    | Club Chaco Petrolero         | 28  | 26 | 11 | 6 | 9  | 33 | 43 | -10  |
| 8    | Aurora Cochabamba            | 26  | 26 | 10 | 6 | 10 | 46 | 43 | +3   |
| 9    | Jorge Wilstermann Cochabamba | 25  | 26 | 8  | 9 | 9  | 30 | 26 | +4   |
| 10   | Petrolero Cochabamba         | 22  | 26 | 7  | 8 | 11 | 41 | 54 | -13  |
| 11   | Real Santa Cruz              | 18  | 26 | 6  | 6 | 14 | 30 | 48 | -18  |
| 12   | Deportivo Municipal La Paz   | 17  | 26 | 5  | 7 | 14 | 27 | 58 | -31  |
| 13   | Primero de Mayo PotosiP      | 10  | 26 | 1  | 8 | 17 | 23 | 67 | -44  |
| 14   | Club Independiente Petrolero | 10  | 26 | 3  | 4 | 19 | 19 | 71 | -52  |

|  | Qualification pour la Copa Libertadores 1984 et la deuxième phase |
|  | Qualification pour la deuxième phase                              |
|  | Relégation directe en deuxième division                           |
|  | T: Tenant du titre P: Promu de Primera B                          |

### Deuxième phase
| Rang | Équipe               | Pts | J | G | N | P | Bp | Bc | Diff |
| ---- | -------------------- | --- | - | - | - | - | -- | -- | ---- |
| 1    | The Strongest La Paz | 8   | 6 | 3 | 2 | 1 | 10 | 8  | +2   |
| 2    | Club Blooming        | 7   | 6 | 3 | 1 | 2 | 12 | 6  | +6   |
| 3    | San José Oruro       | 6   | 6 | 2 | 2 | 2 | 7  | 10 | -3   |
| 4    | Club Chaco Petrolero | 3   | 6 | 1 | 1 | 4 | 7  | 12 | -5   |

| Rang | Équipe                 | Pts | J | G | N | P | Bp | Bc | Diff |
| ---- | ---------------------- | --- | - | - | - | - | -- | -- | ---- |
| 1    | Oriente Petrolero      | 8   | 6 | 3 | 2 | 1 | 9  | 4  | +5   |
| 2    | Bolivar La Paz         | 8   | 6 | 3 | 2 | 1 | 12 | 10 | +2   |
| 3    | Club Deportivo Guabirá | 7   | 6 | 1 | 5 | 0 | 7  | 5  | +2   |
| 4    | Aurora Cochabamba      | 1   | 6 | 0 | 1 | 5 | 13 | 22 | -9   |

### Phase finale
Demi-finales :
| Équipe 1             | Résultat | Équipe 2       | Aller | Retour |
| -------------------- | -------- | -------------- | ----- | ------ |
| Oriente Petrolero    | 1 - 0    | Club Blooming  | 0 - 0 | 1 - 0  |
| The Strongest La Paz | 3 - 4    | Bolivar La Paz | 0 - 1 | 3 - 3  |

Finale :
| Équipe 1       | Résultat | Équipe 2          | Aller | Retour | Appui |
| -------------- | -------- | ----------------- | ----- | ------ | ----- |
| Bolivar La Paz | 5 - 7    | Oriente Petrolero | 2 - 1 | 1 - 5  | 2 - 1 |

- C'est la victoire et non l'écart au score qui est retenu pour départager les équipes.

## Bilan de la saison
| Championnat de Bolivie de football 1983 |                           |
| Champion                                | Bolivar La Paz (3e titre) |
| Qualifications continentales            |                           |
| Copa Libertadores 1984                  | Bolivar La Paz            |
| Copa Libertadores 1984                  | Club Blooming             |
| Promotions et relégations               |                           |
| Promus en Primera A                     | Magisterio Sucre          |
| Relégués en Primera B                   | Club Independiente        |